# Alfa 15-20 HP
De Alfa 15-20 HP was een model van het Italiaanse automerk ALFA, het latere Alfa Romeo, dat gebouwd werd tussen 1914 en 1920. De wagen was een opgevoerde variant van de 15 HP. De motor was een 2413 cc viercilindermotor van 28 pk die een topsnelheid van 100 km/u haalde.